# Braunschweiger Turn- und Sportverein Eintracht von 1895 1997-1998
Questa voce raccoglie le informazioni riguardanti il Braunschweiger Turn- und Sportverein Eintracht von 1895 nelle competizioni ufficiali della stagione 1997-1998.

## Stagione
Nella stagione 1997-1998 l'Eintracht Braunschweig, allenato da Michael Lorkowski, concluse il campionato di Regionalliga nord al 2º posto.

## Rosa
| N. |                                 | Ruolo | Calciatore       |
| -- | ------------------------------- | ----- | ---------------- |
| 9  | Bosnia ed Erzegovina (bandiera) | A     | Leo Marić        |
| 22 | Germania (bandiera)             | C     | Niels Mackel     |
|    | Germania (bandiera)             | P     | Mathias Hain     |
|    | Germania (bandiera)             | D     | Sven Boy         |
|    | Germania (bandiera)             | D     | Maik Kappel      |
|    | Germania (bandiera)             | D     | Thomas Pfannkuch |
|    | Germania (bandiera)             | C     | Thoralf Bennert  |

| N. |                     | Ruolo | Calciatore       |
| -- | ------------------- | ----- | ---------------- |
|    | Germania (bandiera) | C     | Marco Dehne      |
|    | Germania (bandiera) | C     | Thorsten Kohn    |
|    | Albania (bandiera)  | C     | Armando Zani     |
|    | Germania (bandiera) | A     | Daniel Jurgeleit |
|    | Serbia (bandiera)   | A     | Milos Kolakovic  |
|    | Croazia (bandiera)  | A     | Jasmin Samardžic |

## Organigramma societario
Area tecnica
- Allenatore: Michael Lorkowski
- Allenatore in seconda:
- Preparatore dei portieri:
- Preparatori atletici:
- Analisi video:

## Calciomercato

### Sessione estiva
| Acquisti | Acquisti         | Acquisti        | Acquisti |
| R.       | Nome             | da              | Modalità |
| -------- | ---------------- | --------------- | -------- |
| C        | Thoralf Bennert  | Carl Zeiss Jena |          |
| A        | Daniel Jurgeleit | Lubecca         |          |
| A        | Jasmin Samardžic | Rijeka          |          |
| C        | Armando Zani     | Baunatal        |          |

| Cessioni | Cessioni      | Cessioni    | Cessioni |
| R.       | Nome          | a           | Modalità |
| -------- | ------------- | ----------- | -------- |
| C        | Hakan Biçici  | Hannover 96 |          |
| D        | Özkan Koctürk | Altay       |          |

### Sessione invernale
| Acquisti | Acquisti     | Acquisti  | Acquisti |
| R.       | Nome         | da        | Modalità |
| -------- | ------------ | --------- | -------- |
| C        | Niels Mackel | Osnabrück |          |

| Cessioni | Cessioni | Cessioni | Cessioni |
| R.       | Nome     | a        | Modalità |
| -------- | -------- | -------- | -------- |

## Risultati

### Regionalliga

#### Girone di andata
| 1º agosto 1997, ore 20:00 CEST 1ª giornata | Eintracht Braunschweig | 2 – 0 | Herzlake |  |

| 7 agosto 1997, ore 19:30 CEST 2ª giornata | S.F. Ricklingen | 0 – 3 | Eintracht Braunschweig |  |

| 10 agosto 1997, ore 18:00 CEST 3ª giornata | Eintracht Braunschweig | 3 – 1 | Norderstedt |  |

| 19 agosto 1997, ore 18:30 CEST 4ª giornata | Amburgo II | 1 – 2 | Eintracht Braunschweig |  |

| 24 agosto 1997, ore 18:00 CEST 5ª giornata | Eintracht Braunschweig | 1 – 1 | Osnabrück |  |

| 31 agosto 1997, ore 18:00 CEST 6ª giornata | Wilhelmshaven | 0 – 2 | Eintracht Braunschweig |  |

| 5 settembre 1997, ore 19:00 CEST 7ª giornata | Eintracht Braunschweig | 2 – 1 | Arminia Hannover |  |

| 14 settembre 1997, ore 15:00 CEST 8ª giornata | Atlas Delmenhorst | 1 – 3 | Eintracht Braunschweig |  |

| 19 settembre 1997, ore 20:00 CEST 9ª giornata | Eintracht Braunschweig | 7 – 1 | TuS Celle |  |

| 27 settembre 1997, ore 14:30 CEST 10ª giornata | Göttingen | 0 – 1 | Eintracht Braunschweig |  |

| 3 ottobre 1997, ore 19:30 CEST 11ª giornata | Eintracht Braunschweig | 3 – 1 | Kickers Emden |  |

| 11 ottobre 1997, ore 14:30 CEST 12ª giornata | Lubecca | 3 – 2 | Eintracht Braunschweig |  |

| 18 ottobre 1997, ore 14:30 CEST 13ª giornata | Eintracht Braunschweig | 4 – 0 | 93 Amburgo |  |

| 25 ottobre 1997, ore 15:00 CEST 14ª giornata | Eintracht Nordhorn | 0 – 3 | Eintracht Braunschweig |  |

| 1º novembre 1997, ore 14:00 CET 15ª giornata | Eintracht Braunschweig | 2 – 0 | Oldenburg |  |

| 9 novembre 1997, ore 20:15 CET 16ª giornata | Hannover 96 | 1 – 1 | Eintracht Braunschweig |  |

| 15 novembre 1997, ore 14:30 CET 17ª giornata | Eintracht Braunschweig | 3 – 2 | Werder Brema II |  |

#### Girone di ritorno
| 24 novembre 1997, ore 14:00 CET 18ª giornata | Herzlake | 0 – 1 | Eintracht Braunschweig |  |

| 29 novembre 1997, ore 14:30 CET 19ª giornata | Eintracht Braunschweig | 1 – 1 | S.F. Ricklingen |  |

| 6 dicembre 1997, ore 14:00 CET 20ª giornata | Norderstedt | 0 – 2 | Eintracht Braunschweig |  |

| 13 dicembre 1997, ore 14:30 CET 21ª giornata | Eintracht Braunschweig | 2 – 0 | Amburgo II |  |

| 5 febbraio 1998, ore 20:15 CET 22ª giornata | Osnabrück | 1 – 0 | Eintracht Braunschweig |  |

| 14 febbraio 1998, ore 14:30 CET 23ª giornata | Eintracht Braunschweig | 1 – 0 | Wilhelmshaven |  |

| 21 febbraio 1998, ore 14:00 CET 24ª giornata | Arminia Hannover | 1 – 2 | Eintracht Braunschweig |  |

| 27 febbraio 1998, ore 20:00 CET 25ª giornata | Eintracht Braunschweig | 2 – 0 | Atlas Delmenhorst |  |

| 8 aprile 1998, ore 19:30 CEST 26ª giornata | TuS Celle | 1 – 2 | Eintracht Braunschweig |  |

| 13 marzo 1998, ore 20:00 CET 27ª giornata | Eintracht Braunschweig | 1 – 0 | Göttingen |  |

| 20 marzo 1998, ore 20:00 CET 28ª giornata | Kickers Emden | 1 – 3 | Eintracht Braunschweig |  |

| 28 marzo 1998, ore 14:30 CET 29ª giornata | Eintracht Braunschweig | 2 – 1 | Lubecca |  |

| 4 aprile 1998, ore 14:00 CEST 30ª giornata | 93 Amburgo | 0 – 3 | Eintracht Braunschweig |  |

| 18 aprile 1998, ore 14:30 CEST 31ª giornata | Eintracht Braunschweig | 3 – 0 | Eintracht Nordhorn |  |

| 1º maggio 1998, ore 15:00 CEST 32ª giornata | Oldenburg | 1 – 1 | Eintracht Braunschweig |  |

| 7 maggio 1998, ore 20:15 CEST 33ª giornata | Eintracht Braunschweig | 0 – 1 | Hannover 96 |  |

| 16 maggio 1998, ore 14:00 CEST 34ª giornata | Werder Brema II | 3 – 0 | Eintracht Braunschweig |  |

## Statistiche

### Statistiche di squadra
| Competizione      | Punti | In casa | In casa | In casa | In casa | In casa | In casa | In trasferta | In trasferta | In trasferta | In trasferta | In trasferta | In trasferta | Totale | Totale | Totale | Totale | Totale | Totale | DR  |
| Competizione      | Punti | G       | V       | N       | P       | Gf      | Gs      | G            | V            | N            | P            | Gf           | Gs           | G      | V      | N      | P      | Gf     | Gs     | DR  |
| ----------------- | ----- | ------- | ------- | ------- | ------- | ------- | ------- | ------------ | ------------ | ------------ | ------------ | ------------ | ------------ | ------ | ------ | ------ | ------ | ------ | ------ | --- |
| Regionalliga nord | 82    | 17      | 14      | 2       | 1       | 39      | 10      | 17           | 12           | 2            | 3            | 31           | 14           | 34     | 26     | 4      | 4      | 70     | 24     | +46 |
| Totale            | 82    | 17      | 14      | 2       | 1       | 39      | 10      | 17           | 12           | 2            | 3            | 31           | 14           | 34     | 26     | 4      | 4      | 70     | 24     | +46 |

### Andamento in campionato
| Giornata  | 1 | 2 | 3 | 4 | 5 | 6 | 7 | 8 | 9 | 10 | 11 | 12 | 13 | 14 | 15 | 16 | 17 | 18 | 19 | 20 | 21 | 22 | 23 | 24 | 25 | 26 | 27 | 28 | 29 | 30 | 31 | 32 | 33 | 34 |
| --------- | - | - | - | - | - | - | - | - | - | -- | -- | -- | -- | -- | -- | -- | -- | -- | -- | -- | -- | -- | -- | -- | -- | -- | -- | -- | -- | -- | -- | -- | -- | -- |
| Luogo     | C | T | C | T | C | T | C | T | C | T  | C  | T  | C  | T  | C  | T  | C  | T  | C  | T  | C  | T  | C  | T  | C  | T  | C  | T  | C  | T  | C  | T  | C  | T  |
| Risultato | V | V | V | V | N | V | V | V | V | V  | V  | P  | V  | V  | V  | N  | V  | V  | N  | V  | V  | P  | V  | V  | V  | V  | V  | V  | V  | V  | V  | N  | P  | P  |
| Posizione | 4 | 2 | 3 | 1 | 3 | 3 | 2 | 2 | 2 | 2  | 2  | 2  | 2  | 2  | 2  | 2  | 1  | 1  | 2  | 2  | 2  | 2  | 1  | 1  | 1  | 1  | 1  | 1  | 1  | 1  | 1  | 2  | 2  | 2  |

Legenda:

Luogo: C = Casa; T = Trasferta. Risultato: V = Vittoria; N = Pareggio; P = Sconfitta.